# Обьянг, Жерри
Ландри Жерри Обьянг Обьянг (фр. Landry Jerry Obiang Obiang; 10 июня 1992, Либревиль, Габон) — габонский футболист, полузащитник клуба «Аканда». Участник летних Олимпийских игр 2012 года.

## Биография
Жерри Обьянг родился 10 июня 1992 года в габонском городе Либревиль.

### Клубная карьера
Начал профессиональную карьеру в 2011 году в клубе чемпионата Габона — «Сожеа» (в 2014 году этот клуб вылетел во второй дивизион, после чего был переименован в «Фокон»). С 2015 года является игроком клуба «Аканда» («Сапен»).

### Карьера в сборной
В ноябре — декабре 2011 года участвовал в чемпионате Африки среди молодёжных команд (до 23-х лет), который проходил в Марокко. Габон стал победителем турнира, обыграв в финале хозяев марокканцев со счётом (2:1) и получил путёвку на Олимпийские игры 2012.
В августе 2012 году главный тренер олимпийской сборной Габона Клод Мбуруно вызвал Жерри на летние Олимпийские игры в Лондоне. В команде он получил 17 номер. В своей группе габонцы заняли третье место, уступив Мексики и Республики Корея, обогнав при этом Швейцарию. Обьянг сыграл во всех трёх играх на турнире.